# (20763) 2000 FQ9
2000 أف كيو 9 (ويعرف أيضًا باسم (20763) 2000 أف كيو 9 وفق تسمية الكوكب الصغير) (بالإنجليزية: 2000 FQ9)‏ هو كويكب ضمن حزام الكويكبات؛ وترتيبه 20763 من حيث الاكتشاف.
اكتُشف هذا الجُرم الفلكي بواسطة Uppsala–DLR Asteroid Survey ‏ في 31 مارس 2000.

## وصلات خارجية
- (20763) 2000 FQ9 في قاعدة بيانات مختبر الدفع النفاث لأجرام النظام الشمسي الصغيرة

- الاكتشاف · مخطط المدار ·  العناصر المدارية · المعلمات المادية

- (20763) 2000 FQ9 على موقع ويكي سكاي: DSS2, SDSS, GALEX, IRAS, Hydrogen α, X-Ray, Astrophoto, Sky Map, Articles and images